# Dacoma
Dacoma – miasto w Stanach Zjednoczonych, w stanie Oklahoma, hrabstwie Woods.